# Pseudocercospora annonae-squamosae
Pseudocercospora annonae-squamosae är en svampart som beskrevs av U. Braun & R.F. Castañeda 1989. Pseudocercospora annonae-squamosae ingår i släktet Pseudocercospora och familjen Mycosphaerellaceae.   Inga underarter finns listade i Catalogue of Life.